# Dis Pater

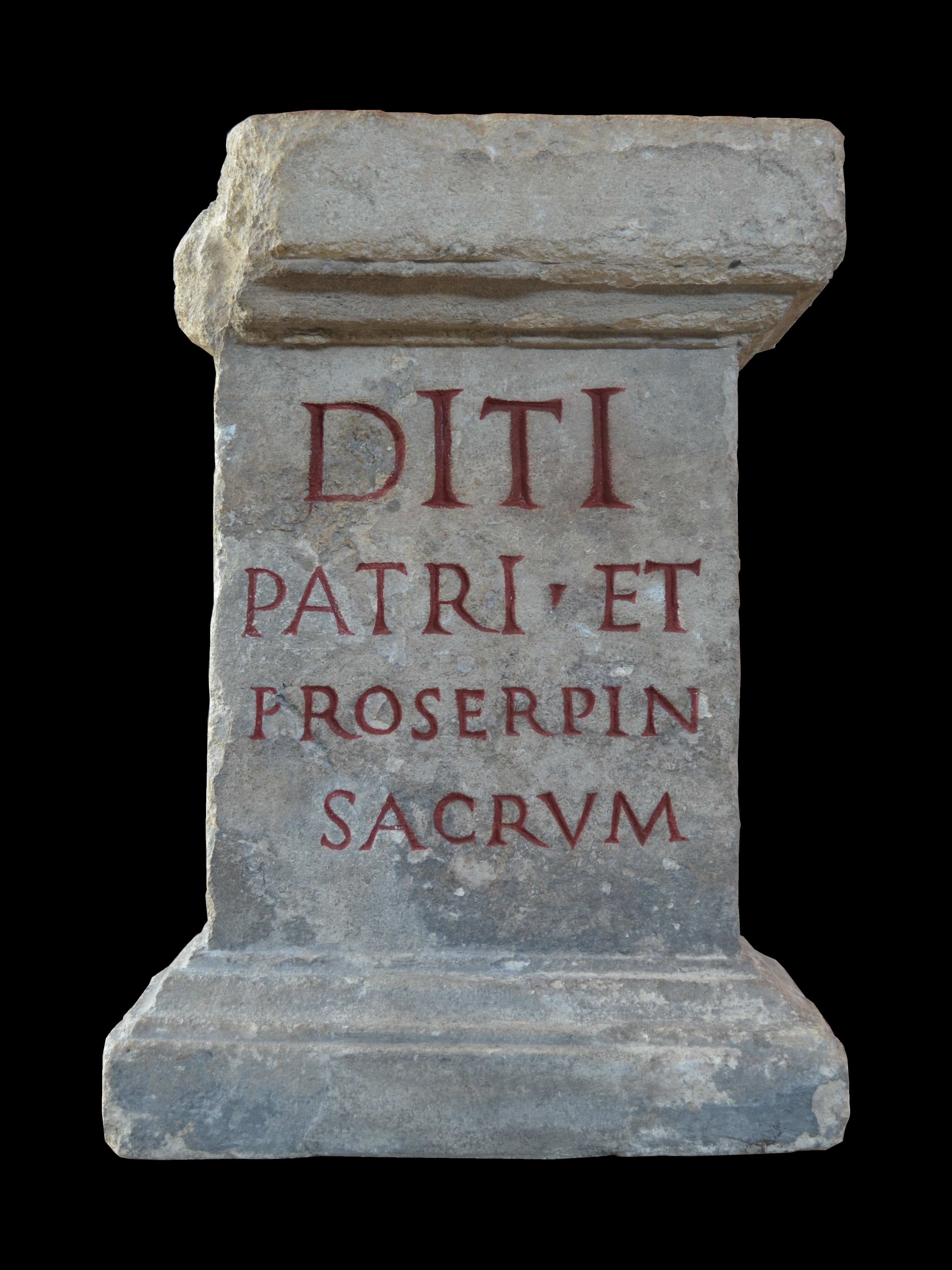
Pietra votiva a Dis Pater e a Proserpina. Museo archeologico romanico-germanico, Colonia.

Dite o Dis Pater è una divinità romana. Inizialmente considerato dio delle ricchezze del sottosuolo, finì per divenire il dio del sottosuolo ed essere così identificato con Plutone, l'equivalente di Ade nella mitologia greca.
In latino Dis (più raro Ditis) deriva da dis, ditis aggettivo contratto di dives, divitis cioè ricco. Il suo nome significa "il padre delle ricchezze".  Si identifica completamente con Pluto, nome accostato all'aggettivo greco ploutos, ricco.
Dante nella Divina Commedia chiama Dite la città interna dell'Inferno (sesto cerchio), dove sono puniti i peccati di malizia cioè quelli commessi volontariamente e non causati da una perdita di controllo. Dante usa Dite anche come nome per Lucifero . E Ugo Foscolo nel carme Dei Sepolcri parla del "limitar di Dite", il regno dei defunti (v. 25).
Presso un altare dedicato a Dite e Proserpina, nel campo Marzio, si svolgevano inizialmente i Ludi Saeculares.
Il poeta latino Virgilio nell'Eneide (libro VI; vv. 268- 269) scrive di Enea e della Sibilla Cumana che entrano nell'oltretomba: " Sotto la notte sola, andavano oscuri per l'ombra / e per le vacue case di Dite e i suoi vani regni, /...".

## In altri media
Dispater è uno dei sovrani dei Nove Inferi di Bator nel gioco di ruolo Dungeons & Dragons, e in particolare ne governa il secondo strato, Dis.
Dis Pater è lo Spirito venerato dai membri del Clan Giovanni nel gioco di ruolo Vampiri la Masquerade.